# Louisa Jacobson
Louisa Jacobson Gummer (Los Ángeles, 12 de junio de 1991) es una actriz estadounidense. Es conocida por protagonizar la serie dramática de época de HBO The Gilded Age.

## Trayectoria
Debutó profesionalmente en teatro como Mary Dalton en la producción de Native Son de Nambi E. Kelley, dirigida por Seret Scott, del Teatro Repertorio de Yale en 2017. Al año siguiente, protagonizó la producción del Festival de Teatro de Williamstown de la obra de Carson McCullers, Member of the Wedding (2018), junto a Tavi Gevinson y dirigida por Gaye Taylor Upchurch. En 2019, interpretó a Julieta en la versión de Romeo y Julieta, del The Old Globe.
En 2022, actuó en la obra Trayf, protagonizada por Lindsay Joelle, en el Geffen Playhouse. Ese mismo año, debutó en televisión protagonizando la serie dramática de época de HBO, The Gilded Age, de Julian Fellowes, junto a Carrie Coon, Christine Baranski, Cynthia Nixon y Denée Benton. En 2023, fue nominada junto con el elenco al Premio del Sindicato de Actores a la Mejor Actuación de un Reparto en una Serie Dramática.
En 2024, Jacobson trabajó como asistente de dirección de Michael Breslin en la obra Off-Broadway Invasive Species. Ese mismo año fue elegida para un papel secundario en la comedia romántica A24 de Celine Song, Materialists, que se estrenó en 2025.
Profesionalmente utiliza el apellido Jacobson, que es su segundo nombre, ya que existe otra actriz llamada Louisa Gummer, y el Sindicato de Actores de Cine (SAG) requiere que "ningún miembro use un nombre profesional que sea igual o se parezca tanto que tienda a confundirse con el nombre de cualquier otro miembro".

## Vida personal
Jacobson nació en Los Ángeles, California, el 12 de junio de 1991.  Es hija de la actriz Meryl Streep y el escultor Don Gummer y es hermana de las actrices Mamie Gummer y Grace Gummer y del músico Henry Gummer. Asistió a la escuela Poly Prep Country Day School y se graduó en 2013 en el Vassar College con especialización en psicología. También asistió al programa de verano de tres semanas de la British American Drama Academy en Oxford y se graduó de la Escuela de Arte Dramático de Yale con una maestría en Bellas Artes en Actuación.
El sábado 22 de junio de 2024, Jacobson se identificó abiertamente como queer e hizo pública su relación en medio del Mes del Orgullo con su pareja Anna Blundell. En 2025, fue reconocida con el Premio a la Visibilidad de la Human Rights Campaign (HRC) en reconocimiento a su labor por la representación LGBTQ+ dentro y fuera de la pantalla.